# Heinz Thilo
Heinz Thilo (ur. 8 października 1911 w Elberfeld/Wuppertal, zm. 13 maja 1945 w Hohenelbe) – zbrodniarz hitlerowski, doktor medycyny, lekarz SS w stopniu SS-Obersturmführera należący do załóg obozów koncentracyjnych Auschwitz-Birkenau i Groß-Rosen.

## Życiorys
Członek NSDAP od 1 grudnia 1930 (nr legitymacji partyjnej 404 295) i SS (Allgemeine SS) od października 1934 (nr identyfikacyjny 126 436). W 1935 ukończył studia medyczne w Jenie. Od kwietnia 1938 do końca 1941 Thilo był lekarzem medycyny kobiecej w organizacji Lebensborn. 23 lutego 1942 został wcielony do Waffen-SS i przeniesiony do służby frontowej. Od czerwca 1942 służył w 3. kompanii sanitarnej (3. Sanitätskompanie) w Oranienburgu, skąd skierowano go na stanowisko obozowego lekarza SS (SS-Lagerarzt) do Auschwitz-Birkenau. Przebywał w nim do 9 listopada 1944, a następnie objął takie samo stanowisko w obozie Gross-Rosen, które sprawował do lutego 1945. Odznaczony został m.in. Wojennym Krzyżem Zasługi II Klasy z Mieczami (Kriegsverdienstkreuz II Klasse mit Schwertern).
W czasie pobytu w KL Auschwitz-Birkenau był lekarzem SS m.in. na odcinkach B II a oraz B II f, a także na terenie obozu kobiecego w Brzezince. Był jednym z najaktywniejszych uczestników selekcji przywożonych z całej Europy Żydów do obozowych komór gazowych. Zasłynął z powiedzenia określającego oświęcimski kompleks obozowy jako "odbyt świata" (Anus mundi). Thilo wielokrotnie przeprowadzał także selekcje w obozowych szpitalach i blokach, których ofiarami padały chore i niezdolne do pracy więźniarki, które mordowano następnie w komorach gazowych.
Oprócz tego dla nabycia wprawy operował wszystkich więźniów z przepukliną. Po tych zabiegach przeprowadzał pośród pacjentów selekcję i, uznając większość z nich za niezdolnych do pracy, posyłał ich do komór gazowych. Thilo operował dla wprawy także więźniarki, u których stwierdzał włókniaki lub inne guzy narządów rodnych. Wykonywał także sztuczne poronienia, najczęściej w ostatnich miesiącach ciąży. Zwykle po takim zabiegu matka umierała, a wieczorem do pieca krematoryjnego wrzucano zarówno martwe, jak i żywe noworodki.
Heinz Thilo popełnił samobójstwo w 1945.